# Dihydralazyna
Dihydralazyna (łac. dihydralazinum) – organiczny związek chemiczny, lek hipotensyjny, pochodna hydrazynoftalazyny. Obniża przede wszystkim ciśnienie rozkurczowe rozszerzając bezpośrednio tętniczki obwodowe, rozszerza naczynia krwionośne, zwiększa przepływ krwi oraz zmniejsza obciążenie następcze.

## Farmakokinetyka
Maksymalne działanie leku następuje po ok. 30 minutach, maksymalne stężenie w osoczu krwi osiąga po 1–1,5 godziny. Biologiczny okres półtrwania wynosi 4–5 godzin. Metabolizm dihydralazyny przebiega w wątrobie. Wydalanie następuje przez nerki.

## Wskazania
- nadciśnienie tętnicze (zwykle w leczeniu skojarzonym z beta-blokerami)[3].

## Przeciwwskazania
Przeciwwskazania do stosowania dihydralazyny:
- nadwrażliwość na lek
- zaburzenia krążenia mózgowego
- choroby serca
- tętniak rozwarstwiający aorty

## Działania niepożądane
Działania niepożądane obejmują:
- brak apetytu
- nudności
- wymioty
- biegunka
- bóle i zawroty głowy
- apatia
- skłonności depresyjne
- parestezje
- stany gorączkowe
- skórne odczyny alergiczne
- zatrzymanie płynów w organizmie
- zaburzenia układu krążenia
- zmniejszenie liczby erytrocytów i stężenia hemoglobiny
- obrzęki

## Interakcje
Osłabia działanie leków z grupy sympatykomimetyków. Wzmacnia działanie m.in. leków hipotensyjnych, nasennych, uspokajających.

## Preparaty
- Dihydralazinum – tabletki

## Dawkowanie
Dawkę oraz częstotliwość przyjmowania leku ustala lekarz. Dorośli zwykle 25–75 mg na dobę w 2–3 dawkach, nie więcej niż 125 mg na dobę.